# Parrasjos
Parrasjos, Parrazjasz – malarz grecki działający około 420-370 p.n.e., głównie w Atenach, czołowy przedstawiciel linearyzmu malarskiego, mistrz analizy psychologicznej i dramatycznej ekspresji.

## Życie
Pochodził najprawdopodobniej z Efezu, choć jako miejsce jego urodzenia bierze się pod uwagę również Sydon i Ateny. Był synem i uczniem malarza Euenora, zasłynął także jako rywal Zeuksisa i Timantesa. Wcześnie przybył do Aten i uzyskał obywatelstwo. W życiu prywatnym niezwykle zarozumiały, ubierał się ekscentrycznie i otaczał zbytkiem. Twórczość i osobowość Parrasjosa znane są wyłącznie ze źródeł pisanych, żaden z jego obrazów nie zachował się do czasów współczesnych.

## Działalność artystyczna

### Tematyka obrazów
Niezwykle płodny artystycznie, Parrasjos namalował wiele obrazów (niekiedy inspirowanych dramatami Sofoklesa i Eurypidesa), głównie o tematyce mitologicznej (np. Cierpiący Filoktet, Tezeusz, Uleczenie Telefosa, Prometeusz przykuty do skały, Symulowany szał Odyseusza, Herakles), rzadziej alegorycznej (słynny Demos ateński, genialnie obrazujący złożoność jego natury, przed 415 p.n.e.), rodzajowej (m.in. Tracka piastunka z dzieckiem w ramionach) i portretowej (np. kryptoautoportret pod postacią młodzieńczego Hermesa, sygnowany pseudonimem). Malował także małych rozmiarów obrazy erotyczne, którymi później delektował się cesarz rzymski Tyberiusz, który otrzymane w spadku płótno przedstawiające Atalantę i Melaagra podczas stosunku oralnego zawiesił w swej sypialni.

### Pojedynek z Zeuksisem
Parrasjos chętnie uczestniczył w konkursach malarskich m.in. przedstawiając na Samos Spór o zbroję Achillesa pokonał Timantesa, ale najsłynniejszym konkursem malarskim, w jakim wziął udział był pojedynek z Zeuksisem. Według anegdoty Zeuksis, jego rywal, namalował tak winogrona, że ptaki zlatywały się, by je dziobać, natomiast gdy Parrasjos namalował zasłonę, Zeuksis poprosił go o odsunięcie jej, by mógł zobaczyć co zakrywa. Zeuksis poczuł się pokonany, ponieważ on sam zdołał oszukać tylko ptaki.

### Warsztat artystyczny
Parrasjos osiągał doskonałe efekty iluzjonistyczne, nie za pomocą koloru i światłocienia, ale rysunku wydobywającego wszystkie walory linii, konturu i skrótu, dbał również bardzo o symetrię swoich obrazów. Był wynalazcą techniki tempery enkaustycznej. Z jego rysunków i projektów (m.in. dla toreuty Mysa, wykonawcy centauromachii na tarczy Ateny Promachos Fidiasza z ok. 400 p.n.e.) korzystali później malarze waz, toreuci i koroplaści.